# فارس عبد الله
فارس عبد الله مأمون (19 فبراير 1994 بالسودان - ) هو لاعب كرة قدم سوداني في مركز الدفاع. شارك مع منتخب السودان لكرة القدم. يلعب حاليا مع نادي الهلال

## وصلات خارجية
- فارس عبد الله مأمون على موقع إي إس بي إن إف سي (الإنجليزية)
- فارس عبد الله مأمون على موقع ناشيونال فوتبول تيمز (الإنجليزية)
- فارس عبد الله مأمون على موقع Soccerway.com (الإنجليزية)
- فارس عبد الله مأمون على موقع عالم كرة القدم.نت (الإنجليزية)